# Головний маршал Франції
Головний маршал Франції (фр. Maréchal général des camps et armées du roi) або Генеральний Маршал (фр. général-maréchal) — найвищий військовий чин у Франції часів Дореволюційної та Імперської Франції з кінця XVI століття до середини XIX століття.
Чин та звання Головного маршала Франції присвоювалося одночасно лише одному особливо видатному маршалові Франції, які зазвичай мали у своєму підпорядкуванні одну з армій. Умовно це звання можливо порівняти із званням генералісимуса, оскільки було вищим військовим званням у Франції, що існувало на той час.
За всю історію Франції військове звання Головного маршала Франції присуджували всього 6 разів: Шарлю де Бірону, Франсуа де Ледіг'єру, Анрі де Тюренну, Клоду де Віллару, Моріцу Саксонському та також наполеонівському маршалові Сульту. Він був останнім, хто мав звання Головного маршала Франції.

## Список Головних маршалів Франції
| № | Зображення | Головний маршал Франції    | Дати життя                          | Дата присвоєння звання | Прим.                                                          |
| - | ---------- | -------------------------- | ----------------------------------- | ---------------------- | -------------------------------------------------------------- |
| 1 |            | Шарль Арман де Гонто Бірон | 1562 — 31 липня 1602                | точна дата невідома    | Адмірал Франції (4 жовтня 1592) Маршал 26 січня 1594 Страчений |
| 2 |            | Франсуа де Бонн Ледіг'єр   | 1 квітня 1543 — 28 вересня 1626     | 30 березня 1621        | Маршал 27 вересня 1609: Конетабль Франції 6 липня 1622         |
| 3 |            | Анрі де Тюренн             | 11 вересня 1611 — 27 липня 1675     | 4 квітня 1660          | Маршал 16 листопада 1643                                       |
| 4 |            | Клод Луї Ектор де Віллар   | 8 травня 1653 — 17 червня 1734      | 18 жовтня 1733         | Маршал 20 жовтня 1702                                          |
| 5 |            | Моріц Саксонський          | 28 жовтня 1696 — 30 листопада 1750  | 12 січня 1747          | Маршал 26 березня 1744                                         |
| 6 |            | Жан де Дью Сульт           | 29 березня 1769 — 26 листопада 1851 | 15 вересня 1847        | Маршал Імперії 19 травня 1804                                  |